# Hostinka
Hostinka – wieś w Czechach, w kraju kralovohradeckim, w (okresie) powiecie Nachod, w gminie Vestec. 
Wieś jest podawana jako prawdopodobne miejsce urodzenia  abpa Arnoszta z Pardubic, syna Adlički i rycerza Arnoszta z Hostinki, który sprawował funkcję  królewskiego burgrabiego w Kłodzku na początku XIV w. '